# Цео, Иоланта

Первая страница книги И. до Цео «Parnaso lusitano de divinos, e humanos versos…» 1733 г.

Иоланта (Виоланте) до Цео (порт. Violante do Ceo, исп. Violante del Cielo; 30 мая 1601, Лиссабон — 28 марта 1693) — португальская поэтесса, драматург, прозванная «десятой музой Португалии».

## Биография
С 1630 до смерти в 1693 году была послушницей монастыря доминиканского ордена.

## Творчество
С детства обладала природным даром писать стихи. В 12-летнем возрасте создала свою первую известную работу La Transformación por Dios. Поступив в монастырь, продолжала писать своеобразную барочную лирическую поэзию, прилежно занималась поэзией и музыкой (сестра Виоланте была знаменитой арфисткой).
Поэтессе не было ещё восемнадцати лет, когда к ней пришел первый литературный успех; её комедия о святой Евгении была сыграна перед королём. Её чествовали многие академии, ей благоволил королевский двор.
Творческое наследие поэтессы составили стихи, в которых местами сказывается оригинальный талант, и несколько трагедий.
Писала поэтесса на португальском и испанском языках. Кроме упомянутой, она оставила еще две комедии: «Сын, Жених и Брат» и «Победа Крестом». При жизни поэтессы вышло несколько её стихотворных сборников — «Разные ритмы…» (1646), «Романс к Христу Распятому», «Солоквии к причастию и по причастии» (1668), «Размышления о мессе и сердечные приуготовления благочестивой души» (1693) и др. Посмертно, в 1773 году было издано собрание её поэзии (содержавшее и произведения на испанском): «Лузитанский Парнас божественных и человеческих стихотворений».

## Избранные произведения
- Rimas varias de la Madre Soror Violante del Cielo, religiosa en el monasterio de la Rosa de Lisboa (published in Rouen France, 1646)
- Romance a Christo Crucificado (1659)
- Soliloquio ao SS. Sacramento (1662)
- Soliloquios para antes, e depois da Comunhao (1668)
- Meditacoens da Missa, e preparacoens affectuosas de huma alma devote e agradecida a vistas das finezas do Amor Divino contempladas no Acro-santo sacrificio da Missa, e memoria da sagrada Paiza de Christo Senhor nosso, com estimulos para o Amor Divino (1689)
- Parnaso Lusitano (collection of poems published posthumously in French, Spanish, Portuguese, and Latin; 1733)